# Hummuli
Hummuli (em estoniano:  Hummuli vald) é um município rural estoniano localizado na região de Valgamaa.